# ロード (歌手)
ロード（Lorde）の芸名で知られるエラ・マリヤ・ラニ・イェリッチ＝オコナー（Ella Marija Lani Yelich-O'Connor、1996年11月7日 - ）は、ニュージーランドのシンガーソングライター。13歳でユニバーサルミュージックと契約。2013年のデビューシングル「ロイヤルズ」（Royals）は、全米・全英のシングルチャートの首位に君臨した。第56回グラミー賞で最優秀楽曲賞、最優秀ポップ・ソロ・パフォーマンス賞を授与された。影響を受けた作家はレイモンド・カーヴァー、音楽家にはジェイムス・ブレイク。2021年現在アルバムの売り上げは世界で1200万枚以上、ストリーミング再生回数は100億回以上である。

## 生い立ち
ニュージーランドのオークランドタカプナで生まれる。父親は土木技師のヴィック・オコナー、母親はオークランド生まれの詩人ソーニャ・イェリッチ。父親はアイルランド系、母方を通じて祖父母はダルマチア出身のクロアチア人。弟アンジェロ、妹インディア、姉ジェリーがそれぞれいる。主にオークランド郊外のデヴォンポートで育ち、ベルモントにある学校に通う。5歳の頃、劇団に参加、歌唱および演技に対する強い熱情を感取する。12歳の時に学校のタレントショーで歌唱する模様を写したビデオを観たA&Rのスコット・マクラクランによって見いだされ、13歳でユニバーサルミュージックと契約。ギターを使用して13歳あるいは14歳で歌を書き始めたという。

## 経歴

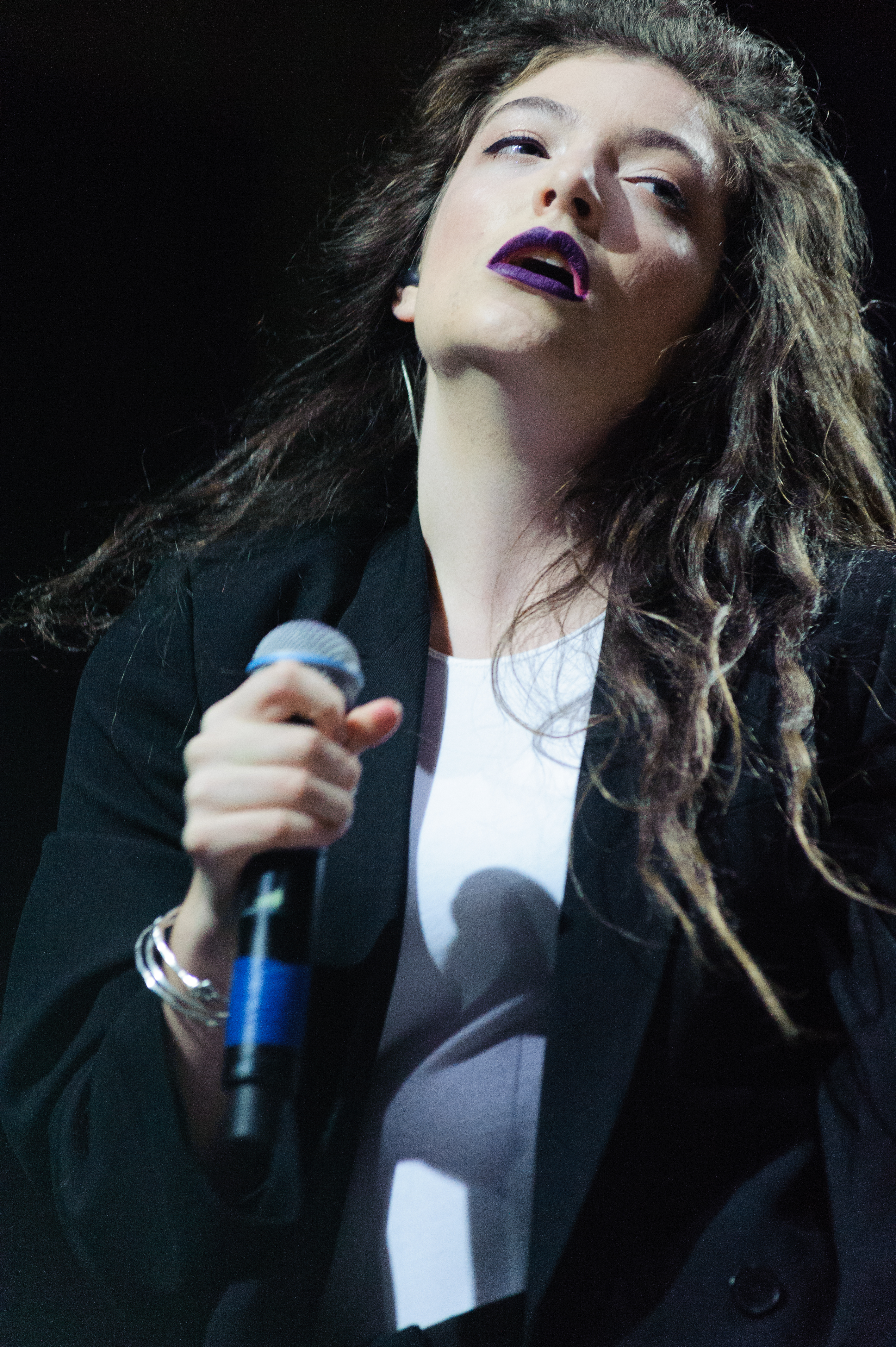
2014年

2012年11月に約30分で作詞したデビューシングル「Royals」をはじめ5曲が含まれたEP『The Love Club EP』をサウンドクラウドにて無料のみで配信、翌年の2013年3月に公式なデジタル配信を、同年5月にはCDが発売された。EPはニュージーランドとオーストラリアのチャートで2位を記録、ニュージーランドでゴールド、オーストラリアではトリプルプラチナ認定される。
2013年3月8日に公式リリースされたデビューシングル「ロイヤルズ」は、母国ニュージーランドのシングルチャートで初登場第1位を記録、以後、数週間に渡って首位に留まり、ニュージーランド・レコード産業協会によってダブルプラチナ認定される。アメリカ合衆国のビルボード・オルタナティヴ・チャートで女性ソロアーティストとしては1996年のトレイシー・ボーナム以来の1位を獲得し、アラニス・モリセットの楽曲「ユー・オウタ・ノウ」を抜いて歴代で最も長く第1位を保持し続ける。また、ビルボード・ロック・チャート、ポップ・チャート、ならびに10月12日付けのBillboard  Hot 100で1位を記録、同国でプラチナ認定された。イェリッチ＝オコナーは、単独のアーティストとしてニュージーランド出身者で史上初めて全米の首位を制す、1987年にリリースされた米国人の歌手ティファニーのシングル「ふたりの世界」(I Think We're Alone Now) 以降の最年少全米1位獲得者でもある。10月に英国デビューし、瞬く間に全英シングルチャートの山頂に達する。米国だけで「ロイヤルズ」は500万枚以上売り上げた。
母国ニュージーランドで2013年9月27日、アメリカ合衆国では同月30日にデビューアルバム『ピュア・ヒロイン』（Pure Heroine）がリリースされる。ニュージーランドとオーストラリアで初登場1位を記録し、ニュージーランドでトリプルプラチナ、オーストラリアではプラチナ認定される。アメリカ合衆国では発売初週に12万9000枚を売り上げてBillboard 200チャートで3位を獲得、アメリカレコード協会によってゴールドディスク認定される。また、全英アルバムチャートでは初登場第4位で、のちゴールドディスク認定された。アルバム『ピュア・ヒロイン』よりシングルカットされた楽曲「チーム」は全米のシングルチャートでトップ10入りする。
第56回グラミー賞で主要部門を含む4部門、最優秀レコード賞、最優秀楽曲賞、最優秀ポップ・ソロ・パフォーマンス賞、最優秀ポップ・ヴォーカル・アルバム賞の候補となり、結果、最優秀楽曲賞および最優秀ポップ・ソロ・パフォーマンス賞を受け取った。また、イギリスでブリットアウォーズ国際女性ソロアーティスト賞を受賞する。
2013年に公開されるフランシス・ローレンス監督の米国映画『ハンガー・ゲーム2』のサウンドトラックに参加し、ティアーズ・フォー・フィアーズの楽曲「ルール・ザ・ワールド」（Everybody Wants to Rule the World）をカヴァーする。

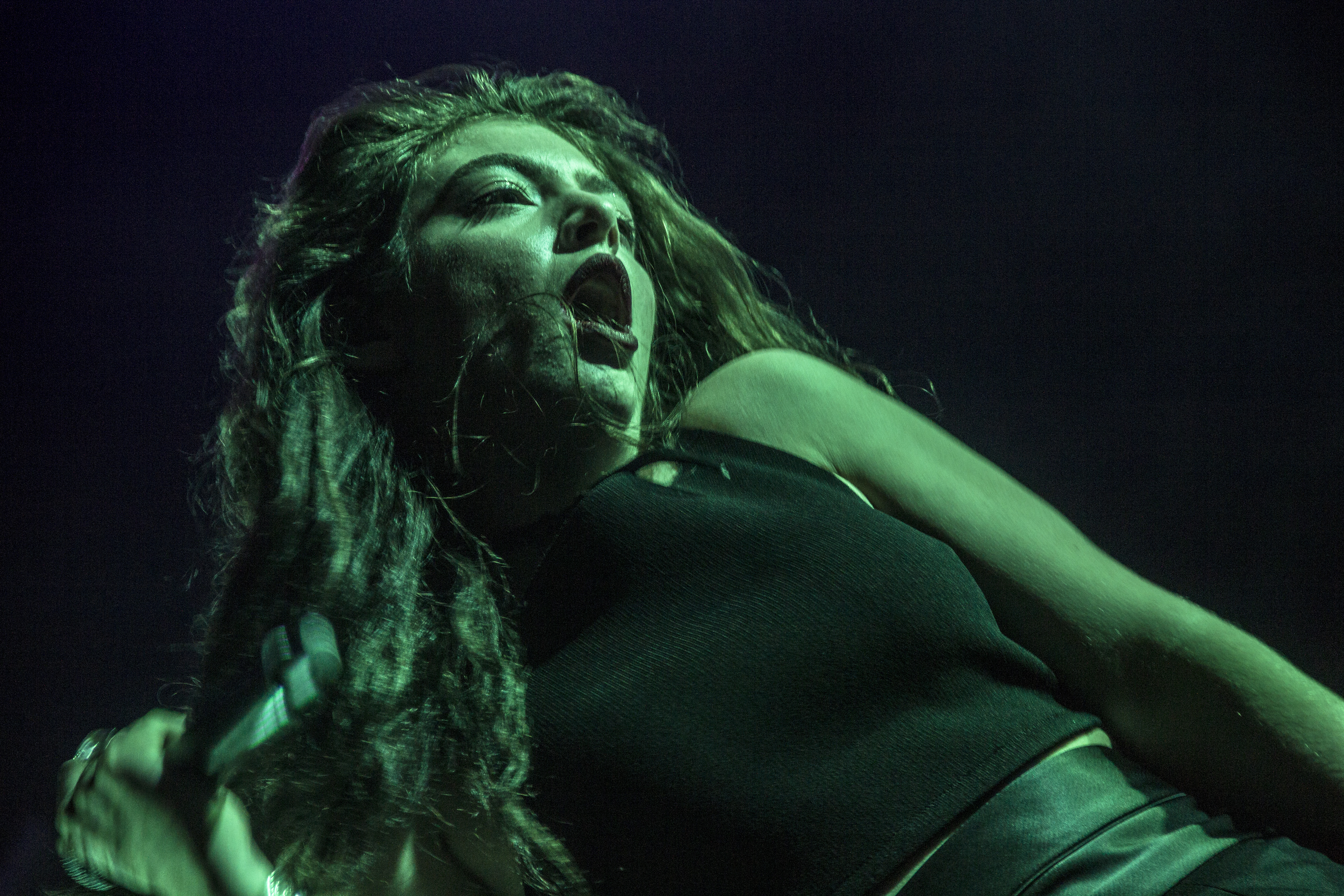
2014年

2014年には、米タイム誌の「2014年の最も影響力のある25人のティーン」の一人に選ばれた。7月に行われた野外大型音楽フェス「フジロック・フェスティバル'14」にて初来日。夜のレッドマーキーに登場し、観客を沸かせた。
2015年、ディスクロージャーの楽曲「Magnets」にゲストボーカルとして参加。
2016年2月に行われた2016 Brit Awardsでは逝去したデヴィッド・ボウイのトリビュートとして「Life on Mars」を歌唱。このパフォーマンスは賞賛を持って受け入れられた。
2017年3月、制作がアナウンスされていた2ndアルバムから楽曲「Green Light」を公開。6月に前作から約3年9ヶ月ぶりの2枚目のアルバム『メロドラマ』（Merodorama）が正式にリリース。今作は本人の実体験がダイレクトに反映されており、内容としては失恋などを経験して自身が10代から20代になっていく成長物語となっている。また今作の大きな特徴としてはメイン・プロデューサーとしてほとんどの楽曲にインディー・ロックバンドFUN.のギタリストであり音楽プロデューサーであるジャック・アントノフが関わっていることが挙げられる。セールスとしてはメガヒットを記録した前作には及ばなかったものの全米アルバムチャート1位を記録するなど世界中のチャート上位にランクインした。また、NMEやConsequence of Soundが「2017年のベストアルバム」に選出したのをはじめとして数多くの音楽メディアから絶賛のレビューが集まるなど批評面では前作を凌ぐ大きな成功を収めた。同年7月には大型野外音楽フェス「フジロック・フェスティバル'17」に出演するため来日。同日ヘッドライナーだったビョーク前のグリーンステージに登場し、同年のベストアクトとの呼び声高い前回の来日からさらに成長したパフォーマンスで観客を魅了した。
2018年1月に行われた第60回グラミー賞では『メロドラマ』が最優秀アルバム賞にノミネートされた。
2018年5月、突如ソーシャルメディア上の投稿を削除し、それ以降は動向が掴みにくくなった。2019年4月17日、クライストチャーチモスク銃乱射事件の被害者を支援するチャリティーコンサートに姿を見せ、歌声を披露した。
2021年6月公式ホームページで8月にサード・アルバム『ソーラー・パワー』を発売することが発表された。それに先んじて約4年ぶりの新曲「ソーラー・パワー」のMVがYouTubeにて公開された。

## 歌手としての特徴

### 影響
ロードはジャズ・ミュージシャンのビリー・ホリデイ、ソウル・ミュージシャンのエタ・ジェイムス、サム・クック、オーティス・レディングを聴いて育った。加えて、両親からの影響でキャット・スティーヴンス、ニール・ヤング、フリートウッド・マックも幼少期に聴いていた。これらのミュージシャンのアルバムの中で、フリートウッド・マックのスタジオ・アルバム『噂』を「完璧なアルバム」と称している 。歌唱面で特に強い影響を受けたミュージシャンとしてグライムス、スレイ・ベルズ、SBTRKTの名前を挙げている。更にトム・ヨークの「スマート」な歌声だけでなく、ニッキー・ミナージュとケンドリック・ラマーの「生意気」なボーカルにも影響を受けている。その他に影響を受けた人物にラナ・デル・レイ、ジェイムス・ブレイク、イェーセイヤー、アニマル・コレクティヴ、ボン・イヴェール、レディオヘッド、ジェイミー・ウーン、アーケイド・ファイア 、カート・ヴォネガット、ローリー・アンダーソン、カニエ・ウェスト、プリンスがいる。
アイデンティティーに影響を与えたものとしてブリアルとザ・ウィークエンドの名前を挙げており、その理由について「神秘よりも面白く感じた」と説明している 。作詞作曲の技術においては、主に詩人である母親の影響を受けている。作詞面で影響を受けた人物としてレイモンド・カーヴァー、ウェルズ・タワー、トバイアス・ウルフ、クレア・ヴェイ・ワトキンス、シルヴィア・プラス、ウォルト・ホイットマン、T・S・エリオットといった数名の作家の名前を挙げている。特に彼らの統語論に注目している。

### 音楽性

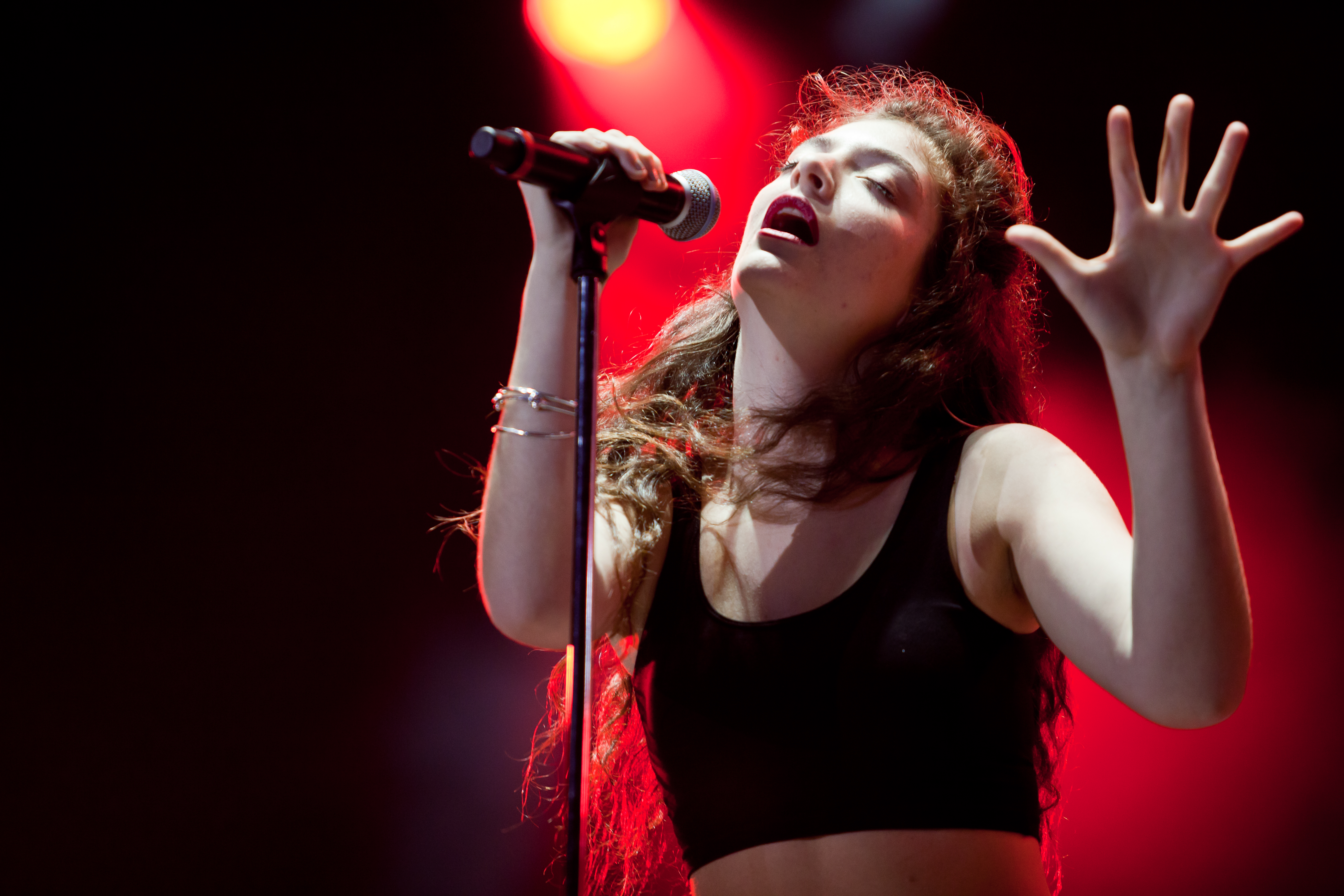
2014年

音楽評論家からはロードの音楽はエレクトロニカ、ポップ、ロック、特にアートポップ、インディ・ポップ、ドリーム・ポップ、エレクトロ・ポップ、インディ・エレクトロの要素が含まれていると評価されている。多数の批評家からヒップホップとR&Bの影響を指摘されている。ビルボードのジェイソン・リプシュッツによれば、その音質は、轟々たる重低音に軽快なループや計画されたビートを打つことを特徴とする。『ガーディアン』のポール・レスターはロードの音楽を、スカイ・フェレイラ、ラナ・デル・レイ、グライムス、イライザ・ドゥーリトルのそれと比較している。
ロードの声はアルトである 。しかし、シングル「ロイヤルズ」はメゾンソプラノの声域で歌唱されている。彼女は声で楽曲を制作しており、レコーディングやステージ上で楽器を演奏しない。彼女は自身の主なフォーカスは声であると考えており、「私は少しも楽器を演奏しないので、私の声はフォーカスを持っている必要がある。私の声の花茎は本当に重要」と述べている。『ポップマターズ』のエヴァン・サウデーは、ロードのボーカルは「面白くて強く興味をそそられる」と述べている。『ビルボード』のジェイソン・リプシュッツは「ダイナミックで、煤けていて落ち着いている」ことを称賛している。リプシュッツは彼女のボーカルを「甘くて、蒸し暑くて、酸っぱい」と表現している 。『デイリー・テレグラフ』のジェームズ・ラティーノは、彼女の声を「落ち着きのないエレクトロ」だとしている。『AVクラブ』のケビン・マクファーランドは「声は彼女の才能のアルファとオメガ」と称している。更に「実年齢の2倍、声とその存在感が成長している」が、「声が轟いていないか、圧倒的ではない。むしろ神秘的で魅惑的、1人で残響とデジタル・ブリップの海に浮いており、合唱された多重録音の軍隊で水浸しである」と評している。

## 人物
芸名は彼女が「王族と上流階級」に魅了されたことからつけたものである。しかし、綴りが「Lord」だと、あまりにも男性的だと感じたため、「e」を加えて女性的な名前にした 。彼女は自分のパブリックイメージを「自然」と評した。彼女の音楽は大衆音楽やその見方を同時代の人物（例えばマイリー・サイラスやリアーナ）と比較する際に、よく言及される 。ロードはフェミニストである。
2013年11月、雑誌『タイム』による「世界で最も有力な10代」、2014年1月に、『フォーブス』による「世界を変える人々」リストの30代以下部門に選出された。なお、同リストに選出された中では最も若い人物であった。同年10月、『タイム』による「2014年最も有力な25人の10代」に選出された。2013年9月6日のビルボード誌上のカバーストーリーで取り上げられ、「あなたの新しいオルタナティブ・ロック・ヒロイン」という称号を与えられた。ブリトニー・スピアーズは、ロードの崇拝者として知られており、彼女の音楽を「本当に異端で格好いい」と称賛している。2014年にニュージランド総選挙で、若者の投票率を上げる為の選挙員会によるビデオに出演した。
デビュー当時はジャスティン・ビーバー、セレーナ・ゴメス、ドレイク、ニッキー・ミナージュ、マイリー・サイラス、デヴィッド・ゲッタなどセレブリティを批判する一面もあったが最近はあまり見られなくなっている。

## ディスコグラフィ

### スタジオ・アルバム
- 『ピュア・ヒロイン』 - Pure Heroine (2013年)
- 『メロドラマ』 - Melodrama (2017年)
- 『ソーラー・パワー』 - Solar Power (2021年)[68]
- Virgin (2025年)

## 賞
| 年   | ノミネート対象   | 賞                                                                                      | 結果       |
| ---- | ---------------- | --------------------------------------------------------------------------------------- | ---------- |
| 2014 | ロイヤルズ       | 第56回グラミー賞 - 最優秀楽曲賞                                                         | 受賞       |
| 2014 | ロイヤルズ       | グラミー賞 - 最優秀レコード賞                                                           | ノミネート |
| 2014 | ロイヤルズ       | グラミー賞 - 最優秀ポップ・ソロ・パフォーマンス賞                                       | 受賞       |
| 2014 | ピュア・ヒロイン | グラミー賞 - 最優秀ポップ・ヴォーカル・アルバム賞                                       | ノミネート |
| 2014 | ロード           | 第40回ピープルズ・チョイス・アワード - フェイバリット・ブレイクアウト・アーティスト賞   | 受賞       |
| 2014 | ロード           | ブリット・アワード - 国際女性ソロアーティスト賞                                         | 受賞       |
| 2014 | ロイヤルズ       | MTV Video Music Awards - 最優秀女性ビデオ賞                                             | ノミネート |
| 2014 | ロイヤルズ       | MTV Video Music Awards - 最優秀ロックビデオ賞                                           | 受賞       |
| 2013 | ロイヤルズ       | APRAシルバー・スクロール                                                                | 受賞       |
| 2013 | ロード           | MTVヨーロッパ・ミュージック・アワード – 最優秀ニュージーランド・アクト                  | 受賞       |
| 2013 | ロイヤルズ       | ニュージーランド・ミュージック・アワード – シングル・オブ・ザ・イヤー                   | 受賞       |
| 2013 | The Love Club EP | ニュージーランド・ミュージック・アワード – ブレイクスルー・オブ・ザ・イヤー             | 受賞       |
| 2013 | ロード           | ニュージーランド・ミュージック・アワード – ピープルズ・チョイス・アワード               | 受賞       |
| 2013 | ロード           | ニュージーランド・ミュージック・アワード – インターナショナル・アチーヴメント・アワード | 受賞       |